# Det underste land

"det underste land" med undertitlen "til fannie hurst" er et dansk digt af Gustaf Munch-Petersen udgivet i digtsamlingen "det underste land" i 1933 på Nyt Nordisk Forlag.
"det underste land" blev trykt i den surrealistiske kunstnersammenslutning Liniens første blad fra 1934, og digtet er betegnet som centralt for denne kunstretning. Fannie Hurst, som nævnes i undertitlen (eller dedikationen), var en amerikansk forfatter, der skrev både socialrealistisk og følelsesbetonet om underklassen, og som var populær i 1930'erne. Munch-Petersen læste begejstret Hurst i begyndelsen af årtiet ifølge korrespondancen med moderen.
Digtet opfattes oftest som en længsel efter et fællesskab, hvor ydre bånd hverken står i vejen for psykisk eller fysisk bevægelse. Udtrykket er højtideligt med hyppige brug af 'o' som i 'o stor lykke' og med direkte opfordringer til læseren som 'i skulde gaa til det underste land –!'.
Digtet består af seks strofer med varierende linjeantal (10, 9, 7, 8, 4, 7). Der anvendes kun små bogstaver, og af skilletegn anvender Munch-Petersen enkelte kommaer, et enkelt udråbstegn samt en række tankestreger.
"det underste land" er en del af lyrikantologien i Kulturkanonen fra 2006.